# Guidan-Roumdji
Guidan-Roumdji est une ville du département de Guidan-Roumdji, dans la région de Maradi, au sud du Niger.

## Géographie

### Administration
Guidan-Roumdji est une commune urbaine du département de Guidan-Roumdji, dans la région de Maradi au Niger.

C'est le chef-lieu de ce département.

### Situation
Guidan-Roumdji est située à environ 50 km à l'ouest-nord-ouest de Maradi et 605 km à l'est de Niamey, la capitale du pays.
|         | Dan-Goulbi     |           |
| Bangui  | Guidan-Roumdji | Chadakori |
| Nigeria | Guidan Sori    |           |

## Population
La population de la commune urbaine était estimée à 88 690 habitants en 2011
,.

## Économie

### Transport et communication
La ville se trouve sur la route N1, le grand axe ouest-est Niamey-Dosso-Maradi-Zinder-Diffa-N'Guigmi.